# 제이 R. 퍼거슨
제이 R. 퍼거슨(Jay R. Ferguson, 1974년 7월 25일 ~ )은 미국의 배우이다.

## 출연 작품
- 리얼 오닐즈 (2015)
- 백 인 더 데이 (2014)
- 더 럭키 원 (2012)
- 매드 맨 4 (2010)
- 킬러 인사이드 미 (2010)
- 슬리퍼 셀 (2005)
- 서피스 (2005)
- 크리미놀로지 101 (2003)
- 이어 댓 트렘블 (2002)
- 글로리 데이즈(영어판) (2002)
- 인 크라우드 (2000)
- 저징 에이미 (1999)
- 캠프파이어 테일 (1997)
- 하이어런닝 (1995)
- 아웃사이더 (1990)